# Passeport islandais
Le passeport islandais est un document de voyage international délivré aux ressortissants islandais, et qui peut aussi servir de preuve de la citoyenneté islandaise. 

## Informations inscrites
Le passeport islandais contient les informations suivantes :
- une photo du titulaire
- le type de document (PA)
- le code du pays (ISL)
- le numéro du passeport
- le nom de famille
- les prénoms
- la nationalité
- la taille
- la date de naissance
- le code personnel
- le genre
- le lieu de naissance
- la date d'émission
- la date d'expiration
- l'autorité de délivrance
- une zone pour lecture optique

Il est possible d'inscrire un genre neutre sur un passeport islandais.